# Sumberjo (Kandat)
Sumberjo is een bestuurslaag in het regentschap Kediri van de provincie Oost-Java, Indonesië. Sumberjo telt 5870 inwoners (volkstelling 2010).